# Reiner Sturm
Reiner Sturm (* 1950; † 27. August 2003 in Aachen) war ein deutscher Serienmörder, der zwei Frauen in Wuppertal ermordete. Während bereits nach ihm gefahndet wurde, ermordete er noch einen Mann in Frankfurt am Main, von dem er sich erkannt fühlte. Nachdem er im Gefängnis noch zwei Mithäftlinge lebensgefährlich verletzt hatte, verblieb er bis zu seinem Lebensende in Haft.

## Frühes Leben
Reiner Sturms Eltern ließen sich scheiden, als er 15 war. Nach dem Besuch der Volksschule brach er zwei Lehren zum Dekorateur und Werkzeugmacher ab. Er besuchte anschließend eine Seemannsschule in Bremen und fuhr einige Jahre zur See. Statt ein Patent als Kapitän zu machen, wurde er Zuhälter auf der Reeperbahn in Hamburg-St. Pauli.
1974 war er an einem Banküberfall in Frankfurt-Eschersheim beteiligt, wurde verhaftet und zu drei Jahren Freiheitsstrafe verurteilt, die er in der Haftanstalt Frankfurt-Preungesheim verbüßte. Dort kam er in Kontakt mit dem Schwerverbrecher Heinz Otto Bartel, den er zu bewundern begann. Nach seiner Entlassung kam es zum Bruch mit seiner Verlobten und seinem besten Freund, er fand keine Arbeit und häufte Schulden im sechsstelligen Bereich an. Laut eigener Aussage dachte er in dieser Zeit auch an Selbstmord.

## Morde
Am 19. Juli 1977 ermordete er in seiner Wohnung in Wuppertal seine 26-jährige Ex-Freundin Gabriele E., indem er sie mit einer Weinflasche niederschlug, würgte, drosselte und mit einem Küchenmesser mehrmals auf sie einstach. Nur zwei Stunden später ermordete er, ebenfalls in Wuppertal, seine 23-jährige Bekannte Marlies R. Sturm schlug die Frau mit einem Hammer nieder, würgte sie mit bloßen Händen, misshandelte sie mit einer Peitsche und tötete sie anschließend mit einem Rasiermesser. Am Tatort seines ersten Mordes ließ er eine Botschaft zurück, in der er die Forderung stellte, dass sein wegen Mordes zu lebenslanger Haft verurteilter Freund Heinz Otto Bartel freigelassen werden sollte.
Sturm flüchtete anschließend nach Frankfurt am Main, wo er in der Wohnung des 28-jährigen Bankkaufmanns Wolfgang G. Unterschlupf fand, den er in einer Kneipe am Hauptbahnhof kennengelernt hatte. In den folgenden Tagen kehrte er nach Wuppertal zurück, um, laut eigener Aussage, einen verhassten Bekannten zu töten, konnte diesen jedoch nicht ausfindig machen und kehrte daraufhin nach Frankfurt zurück. Nach einem Fahndungsaufruf im Fernsehen glaubte sich Reiner Sturm von Wolfgang G. durchschaut und ermordete ihn schließlich in den frühen Morgenstunden des 25. Juli mit einem Messer.

## Verhaftung, Verurteilung und Haftzeit
Nachdem er noch einen Tag in der Wohnung geblieben war, rief er einen Privatdetektiv an, gab sich als sein Opfer aus, ließ sich zum nächsten Polizeirevier bringen und gab an, „einen wichtigen Hinweis“ zu haben. Während der Fahrt erkannte der Detektiv Reiner Sturm, der sofort zugab, der Gesuchte zu sein. Er sagte, er werde keinen Widerstand mehr leisten und dass er einen dritten Menschen getötet habe. Im Polizeirevier Frankfurt-Nordend wurde er sofort verhaftet.
Sturm zeigte keinerlei Reue, verspottete die Opfer, lehnte es ab, sich bei den Hinterbliebenen zu entschuldigen und drohte auch noch dem Staatsanwalt, ihn umzubringen. Er wurde am 23. November 1978 vom Wuppertaler Schwurgericht wegen dreifachen Mordes aus niedrigen Beweggründen zu einer lebenslangen Freiheitsstrafe verurteilt. Trotz einer festgestellten schweren seelischen Abartigkeit wurde er für voll schuldfähig befunden.
In der Haft verletzte er unter großer Brutalität zwei Mitgefangene lebensgefährlich und wurde deshalb in den Hochsicherheitstrakt der Justizvollzugsanstalt Köln verlegt, wo er die meiste Zeit in Einzelhaft verbrachte. Dort bekam Sturm auch Besuch von dem Kriminalisten Stephan Harbort, der sieben Stunden mit ihm sprach. Danach meinte Harbort: „Der damals 47-Jährige lachte während der ersten drei Stunden unseres Gespräches nicht ein einziges Mal, er sprang immer wieder von seinem Stuhl auf, demonstrierte, wie er die zwei Frauen grausam umgebracht hatte. Erzählte, dass er gerne auch noch seinen Vater getötet hätte. Dann versuchte dieser Mann irgendwann zu lächeln. … Es war eine schauderhafte Grimasse, die mich da plötzlich anblitzte, mit Worten kaum zu beschreiben. Ein solches Gesicht habe ich davor und danach nicht gesehen. Ich habe spontan gedacht, das könnte genau das sein, was man gemeinhin ‚das Böse‘ nennt. Eine prägende Erfahrung, die mir auch heute noch zu schaffen macht.“
Reiner Sturm wurde am 29. April 1998 in die Justizvollzugsanstalt Aachen verlegt, wo er bis zu seinem Tod inhaftiert war.